# Берендай (струмок)
Берендай, Берендей — струмок в Україні, у Рахівському районі Закарпатської області, правий доплив Білої Тиси (басейн Дунаю).

## Опис
Довжина струмка приблизно 3,5 км. Формується з багатьох безіменних струмків.

## Розташування
Бере початок на південно-східних схилах гори Штев'єра. Тече переважно на південний захід і у селі Розтоки впадає у річку Білу Тису, ліву притоку Тиси.